# Которосль (станция)
Ко́торосль — обгонный пункт Ярославского региона Северной железной дороги. Расположена в Красноперекопском районе города Ярославля.
Расположена в 500 метрах к югу от железнодорожного моста через одноимённую реку, по которой получила своё название.
Южнее платформы дорога раздваивается. На востоке она проходит через станцию Ярославль, на юге — через Полянки. На севере за железнодорожным мостом дорога идёт в Ярославль-Главный.

## Деятельность
Коммерческие операции, выполняемые на станции:
- посадка/высадка на поезда местного и пригородного сообщений[2].

## Инфраструктура
На станции 17 светофоров, 11 стрелочных переводов, пост электрической централизации, рабочие помещения ПЧ, склад ПЧ и павильон для пассажиров.
Вблизи нечётной горловины станции расположены две боковые пассажирские платформы, соединённые между собой и выходом в город пешеходными настилами с обеих сторон.
Посадочные платформы не оборудованы турникетами, перронный контроль не осуществляется.

## Характеристика путевого развития
| №   | Назначение путей                                                                         | Стрелки, ограничивающие путь | Стрелки, ограничивающие путь | Полезная длина        | Вместимость в условных вагонах | Наличие на пути  | Наличие на пути | Наличие на пути   |
| №   | Назначение путей                                                                         | от                           | до                           | Полезная длина        | Вместимость в условных вагонах | Электр. изоляции | Конт. сети      | Устр. АЛСН / САУТ |
| --- | ---------------------------------------------------------------------------------------- | ---------------------------- | ---------------------------- | --------------------- | ------------------------------ | ---------------- | --------------- | ----------------- |
| I   | Главный. Приём, отправление и пропуск пассажирских и грузовых поездов обоих направлений. | 8                            | 1                            | чёт — 642 нечёт — 661 | чёт — 43 нечёт — 44            | есть             | есть            | есть / есть       |
| II  | Главный. Приём, отправление и пропуск пассажирских и грузовых поездов обоих направлений. | 10                           | 5                            | 550                   | 36                             | есть             | есть            | есть / есть       |
| III | Главный. Приём, отправление и пропуск пассажирских и грузовых поездов обоих направлений. | 12                           | 7                            | 510                   | 34                             | есть             | есть            | есть / есть       |
| 4   | Предохранительный тупик.                                                                 | 7                            | упора                        | 68                    | 4                              | нет              | нет             | нет / нет         |

Схематический план ст. Которосль.

## Движение по станции
Через станцию проходит более 70 поездов в сутки в пригородном, местном и дальнем следовании.

### Дальнее сообщение
Поезда дальнего следования на станции не останавливаются. В сутки через станцию проходит около 20 пар поездов в дальнем следовании.

### Пригородное сообщение
Станция является остановочным пунктом для пригородных поездов, кроме экспрессов Ярославль-Главный — Кострома и пригородных поездов Ярославль-Главный — Иваново. На станции останавливаются 24 пригородных поездов в сутки, из них 11 по направлению на Ярославль-Главный, 3 по направлению на Александров, 2 по направлению на Кострому, 2 по направлению на Нерехту, 1 по направлению на Родионово, 1 по направлению на Ростов, 1 по направлению на Рыбинск и 1 по направлению на Рязанцево. Время движения от Ярославля-Главного около 4 минут, от станции Ярославль около 4 минут.